# 大圆塔屿
大圆塔屿，位于中华人民共和国浙江省东北部嵊泗列岛中的一座无人小岛，隶属于浙江省嵊泗县嵊山镇管辖。大圆塔屿地处嵊山岛东北岸外约200米处，呈椭圆形，长180米，宽90米，海岸线长480米，陆地面积0.013平方千米，最高点海拔48.8米。